# Kati – Eine Kür, die bleibt
Kati – Eine Kür, die bleibt ist ein Film aus dem Jahr 2024, der die Teilnahme von Katarina Witt bei den Olympischen Winterspielen 1994 nach ihrer erfolgreichen Karriere thematisiert.

## Handlung
Katarina Witt hat in ihrer Karriere als Eiskunstläuferin in der DDR eigentlich alle sportlichen Leistungen und Rekorde erbracht und lebt seit dem Fall der Berliner Mauer in den USA. Sie plant im Jahr 1993 nun ihr großes Comeback und will im darauffolgenden Jahr an den Olympischen Winterspielen im norwegischen Lillehammer teilnehmen. Sie will sich selbst und vor allem dem inzwischen wiedervereinigten Deutschland unter Beweis stellen, dass sie immer noch die besten sportlichen Leistungen erbringen kann. Doch für das Training zu dieser Meisterschaft muss Witt wieder mit ihrer bereits im Ruhestand befindlichen Trainerin Jutta Müller zusammen arbeiten. Und Frau Müller, die von Katarina Witt gesiezt wird, war immer für ihre sehr harten Trainingsmethoden bekannt.

## Hintergründe
Der Film wurde im Jahr 2023 gedreht und ist eine Koproduktion der Odeon Fiction GmbH mit dem ZDF.
Premiere war am 1. Juli 2024 auf dem Filmfest München. Seit dem 26. September 2024 ist er in der ZDF Mediathek abrufbar. Die Erstausstrahlung im Fernsehen erfolgte am 3. Oktober 2024 im ZDF.

## Rezeption
Oliver Armknecht vergab auf film-rezensionen.de sechs von zehn Punkten. Dass sich der Film auf einen späten Comeback-Versuch konzentriere, anstatt die großen Erfolge zu zeigen sei nicht uninteressant. Insgesamt sei die Produktion ein solides Drama, das nicht zufällig am Tag der Deutschen Einheit ausgestrahlt wurde. Selbst wer nichts mit dem Sport anfangen könne, aber gesellschaftlich-politisch interessiert sei, könne einen Blick auf diese Geschichtsstunde wagen.